# Poiana Ursului
Poiana Ursului falu Romániában, Erdélyben, Fehér megyében.

## Fekvése
Ompolyszáda közelében fekvő település.

## Története
Poiana Ursului korábban Ompolyszáda része volt, 1956 körül vált külön, ekkor 75 lakosa volt.
1966-ban 47, 1977-ben 31, 1992-ben 24, a 2002-es népszámláláskor pedig 16 román lakosa volt.